# Frank Schneider
Pour les articles homonymes, voir Schneider.
Ne pas confondre avec Franck Schneider, réalisateur suisse.
Frank Schneider, né le 11 mai 1979 à Strasbourg, est un ancien arbitre international français de football, devenu consultant en arbitrage pour le Racing Club de Strasbourg Alsace.

## Biographie
Il commence très jeune l'arbitrage poussé et aidé par son tuteur Mohamed Naceur Gargueb. Il connaît alors une ascencion du niveau amateur jusqu'au niveau National.
Il arbitre son premier match en Ligue 2 lors de la saison 2009-2010, avant de diriger son premier match en Ligue 1 la saison suivante.
Il arbitre son premier match en Ligue Europa lors de l'année 2016.
Il prend sa retraite en tant qu'arbitre en juillet 2022 et rejoint le staff technique du Racing Club de Strasbourg Alsace en tant que consultant en arbitrage,,.